# Церква Покрови Пресвятої Богородиці (Овчари)
 Пам'ятка культури Малопольського воєводства: реєстраційний номер А-1214 від 6 червня 1984 року.
Церква Покрова Пресвятої Богоматері (пол. Cerkiew Opieki Matki Bożej) — греко-католицька церква в Овчарах Горлицького повіту Малопольського воєводства. Спільно використовують греко-католицька і римо-католицька громади. Один з найдавніших лемківських храмів. Належить до найкращих взірців класичного лемківського стилю.
2013 року храм оголосили об'єктом Всесвітньої спадщини ЮНЕСКО разом з іншими дерев'яними церквами в Польщі та Україні.

## Історичний огляд

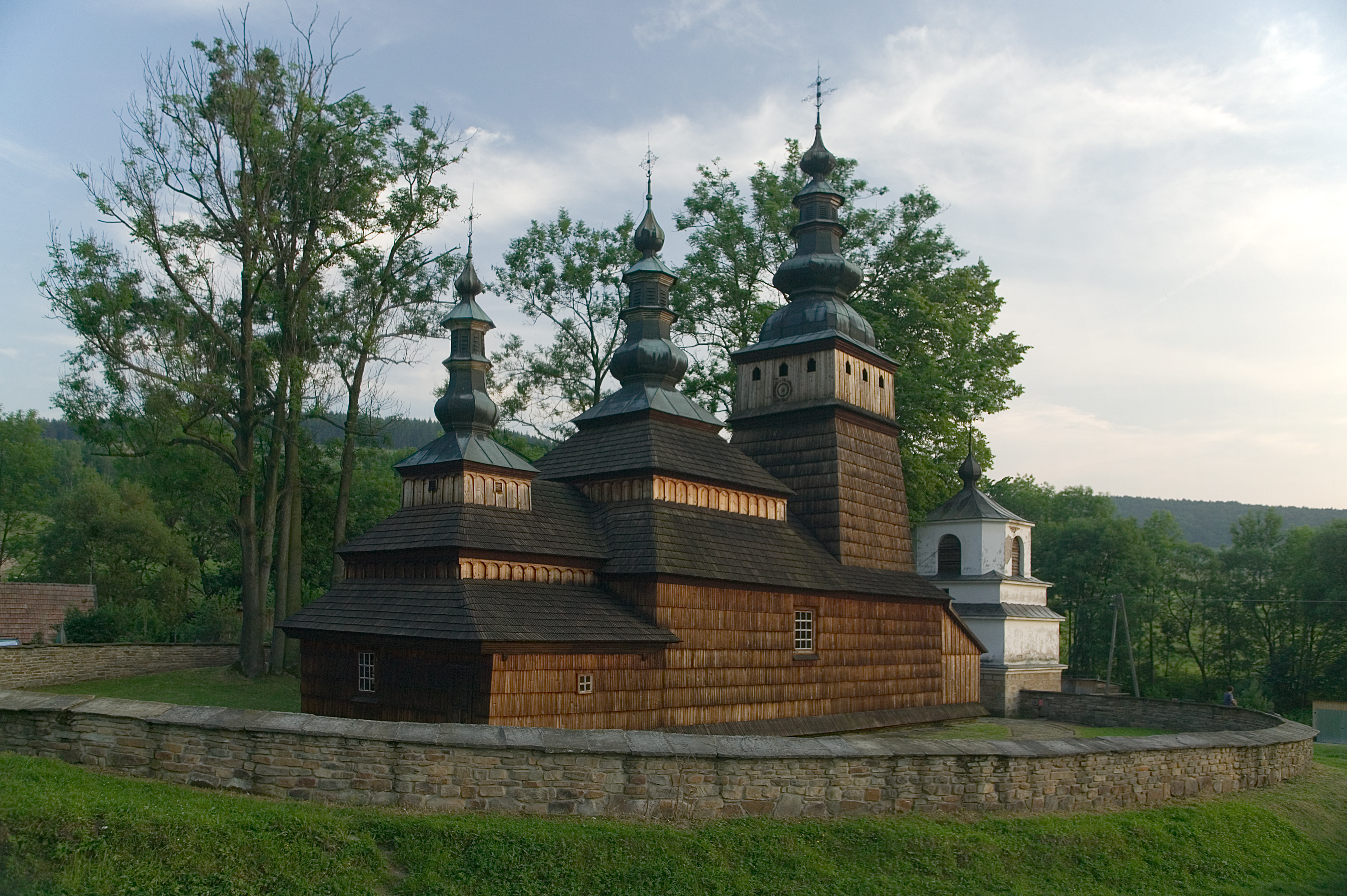

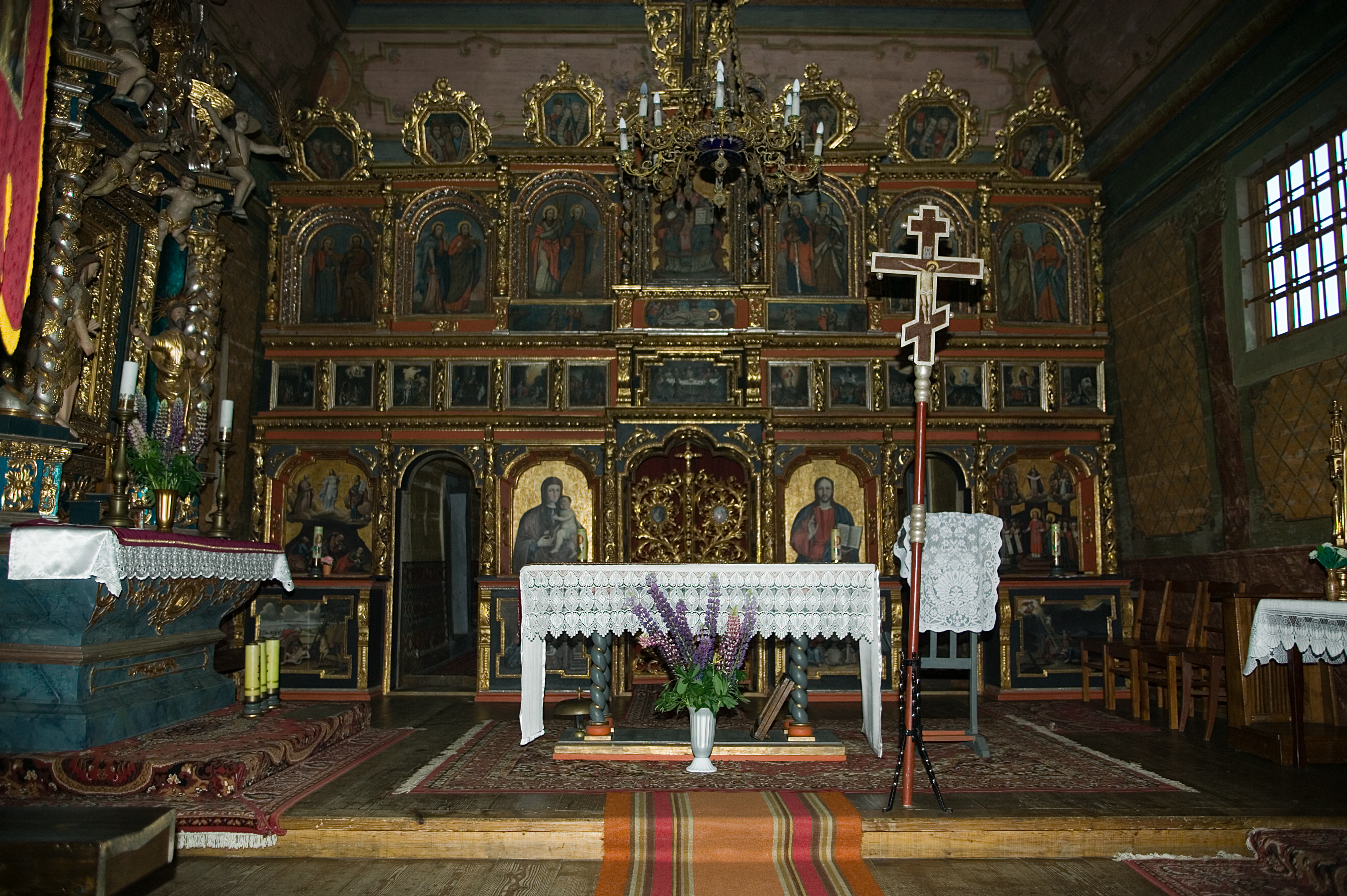
Іконостас

Храм в Овчарах був збудований 1653 року на місці давньої божниці, зруйнованої зсувом ґрунту. 1701 року до церкви добудували вівтарну частину (пресвітерій), а 1783 року — вежу (майстри Димитрій Дековекін і Теодор Русинка). 1870 року розширили внутрішнє приміщення. 1938 року стіни розписали фресками.
1947 року під час операції «Вісла» лемки були переселені на західні території Польщі, а храм передали римо-католицькій громаді. 1956 року після повернення депортованих до села парафію повернули греко-католикам.
У 1983–1985 роках провели значні ремонтні роботи, унаслідок яких зміцніли фундамент церкви, а дах покрили ґонтом. Відновлення храму було відзначення Міністерства культури і мистецтв Польщі. 6 червня 1984 року сакральну споруду внесли до реєстру архітектурних та історичних пам'яток Малопольського воєводства (№ А-1214).
1995 року церква отримала приз «Prix Europa Nostra» за найкраще збереження пам'ятки.
Починаючи з 1998 року храм спільно використовують римо-католицька й греко-католицька парафія.

## Архітектура
Вівтар і нава мають однакову ширину. Три бані вкриті ґонтом й увінчані шатром з хрестами. Спочатку прямокутні вікна були лише у південній стіні церкви (за народними віруваннями сили диявола приходили з півночі). У зв'язку з необхідністю захисту від вологи фундамент церкви зміцніли викорчуваними стовбурами дерев.
Усередині є іконостас XVII століття, розписаний синіми, червоними і золотими кольорами. Колони прикрашені ажурними мотивами з виноградного листя. Ікони розписав художник Ян Медицький, який перебував під сильним впливом бароко. Є кілька зображень, створених анонімним народним художником. У церкві також є бічні вівтарі святого Миколая, Богородиці та Христа. Ікона в останньому датується 1664 роком і спочатку була розташована у старому іконостасі того ж храму.

## Цікаві факти
- Храм став праобразом для Храму Покрови Пресвятої Богородиці [Архівовано 6 червня 2019 у Wayback Machine.] розташованого на південному ринку міста Львів.[4]
- На  основі  Храму Покрови Пресвятої Богородиці [Архівовано 6 червня 2019 у Wayback Machine.] міста Львів, побудовано Церкву Успіння Пресвятої Богородиці в с. Лютенька на Полтавщині.